# Chế định hợp đồng (Luật dân sự Việt Nam)
Chế định hợp đồng trong Luật dân sự Việt Nam là tập hợp các quy phạm pháp luật dân sự quy định về hợp đồng. Đây là một chế định quan trọng, trung tâm trong Luật dân sự Việt Nam.
Để tồn tại và phát triển, mỗi cá nhân như mỗi tổ chức phải tham gia nhiều mối quan hệ xã hội khác nhau. Trong đó, việc các bên thiết lập với nhau những quan hệ để chuyển giao cho nhau các lợi ích vật chất nhằm đáp ứng nhu cầu sinh hoạt, tiêu dùng, đóng một vai trò quan trọng. qua tất yếu đối với mọi đời sống xã hội. Tuy nhiên, việc chuyển giao các lợi ích vật chất đó không phải tự nhiên hình thành bởi tài sản (vốn là hiện thân của các lợi ích vật chất) không thể tự tìm đến với nhau để thiết lập các quan hệ. Các quan hệ tài sản chỉ được hình thành từ những hành vi có ý chí của các chủ thể.
Như vậy, cơ sở đầu tiên để hình thành một hợp đồng dân sự là việc thỏa thuận bằng ý chí tự nguyện của các bên. Tuy nhiên, hợp đồng đó chỉ có hiệu lực pháp luật (chỉ được pháp luật công nhận và bảo vệ) khi ý chí của các bên phù hợp với ý chí của Nhà nước. Các bên được tự do thỏa thuận để thiết lập hợp đồng nhưng sự "tự do" ấy phải được đặt trong giới hạn bởi lợi ích của người khác, lợi ích chung của xã hội và trật tự công cộng. Nếu để các bên tự do vô hạn thì hợp đồng dân sẽ trở thành phương tiện để kẻ giàu bóc lột người nghèo và sẽ là nguy cơ đối với lợi ích chung của xã hội. Vì vậy, phải đi xa hơn nữa trong vấn đề tăng cường sự can thiệp của nhà nước vào các "quan hệ pháp luật tư", các việc dân sự... không được bỏ qua một khả năng tối thiểu nào để mở rộng sự can thiệp của nhà nước vào những "quan hệ dân luật".

## Khái yếu
Trong pháp luật của các nước phát triển phương Tây (còn gọi là các nước tư sản), chế định hợp đồng được coi là một chế định hoàn thiện và ít mang dấu ấn chính trị nhất. Trong chế định này, tự do hợp đồng được khẳng định như một nguyên tắc chủ yếu trong các giao dịch dân sự, thương mại, toàn bộ chế định hợp đồng được xây dựng trên nền tảng của tự do, bình đẳng. Có thể nói đó là chế định pháp luật có tính nhất thể hóa cao trong pháp luật tư sản. Trong hệ thống pháp luật của các nước Xã hội chủ nghĩa, chế định hợp đồng cũng là một chế định cơ bản bên cạnh các chế định quyền sở hữu, quyền thừa kế.
Ở Việt Nam, các bộ cổ luật đã từng tồn tại trước đây như Luật Hồng Đức, Bộ luật Gia Long không có quy định riêng về hợp đồng mặc dù trong thực tế hình thành rất nhiều quan hệ hợp đồng giữa các chủ thể với nhau. Qua quá trình phát triển, cùng với sự phát triển của pháp luật dân sự nói chung, chế định về hợp đồng ngày càng được xem là một chế định có vai trò trung tâm, cơ bản trong pháp luật dân sự.
Cùng với sự phát triển chung của xã hội, các thành phần kinh tế ngày một đa dạng và phong phú làm cho các quan hệ kinh tế cũng thay đổi theo. Hợp đồng thương mại trở thành phương tiện phục vụ cho mục đích kinh doanh trên nguyên tắc các chủ thể tự nguyện, bình đẳng với nhau càng làm mờ nhạt ranh giới giữa nó với hợp đồng dân sự. Có những quy định của pháp luật là cơ sở pháp lý để áp dụng chung cho cả hai loại hợp đồng này mặc, dù chúng thuộc đối tượng điều chỉnh của 2 ngành luật khác nhau.
Tuy nhiên, yêu cầu của quá trình tiến hành tố tụng trong việc giải quyết các tranh chấp từ hợp đồng, đòi hỏi cần phải có sự phân biệt rạch ròi giữa một hợp đồng thương mại với một hợp đồng dân sự. Có thể nói rằng hợp đồng thương mại và hợp đồng dân sự như một cặp song sinh. Vì vậy, trong thực tế có rất nhiều hợp đồng không thể phân biệt được là hợp đồng thương mại hay hợp đồng dân sự. Để có thể phân biệt được hai loại hợp đồng này phải xác định được cụ thể mục đích của từng loại hợp đồng. Nếu các bên chủ thể (hoặc ít nhất có một bên) tham gia hợp đồng với mục đích thỏa mãn nhu cầu sinh hoạt tiêu dùng thì hợp đồng đó được xác định là hợp đồng dân sự. Vì vậy, chỉ được coi là hợp đồng thương mại khi các bên chủ thể tham gia đều nhằm mục đích kinh doanh. Tuy nhiên mục đích tham gia cũng chỉ là một cơ sở mang tính tương trong việc phân biệt giữa hai loại hợp đồng vì rằng có những hợp đồng cả hai bên đều mang mục đích kinh doanh nhưng dói không thể coi đó là hợp đồng thương mại được nếu có một bên chủ thể là cá nhân không có đăng ký kinh doanh.
Dưới đây là những nội dung cơ bản về hợp đồng trong chế định này.

## Về thuật ngữ
hợp đồng là một giao dịch dân sự mà trong đó các bên tự trao đổi ý chí với nhau nhằm đi đến sự thỏa thuận cùng nhau làm phát sinh các quyền và nghĩa vụ nhất định. Dưới góc độ pháp lý thì "hợp đồng là sự thỏa thuận giữa các bên về việc xác lập, thay đổi hoặc chấm dứt quyền và nghĩa vụ dân sự". Hợp đồng là một bộ phận các quy phạm pháp luật do Nhà nước ban hành nhằm điều chỉnh các quan hệ xã hội phát sinh trong quá trình dịch chuyển các lợi ích vật chất giữa các chủ thể với nhau.
Cần phân biệt thuật ngữ hợp đồng với thuật ngữ pháp luật về hợp đồng. Đây là hai khái niệm không đồng nhất với nhau. Hợp đồng theo nghĩa chủ quan là quan hệ xã hội được hình thành từ sự thỏa thuận của các bên để để thỏa mãn nhu cầu trao đổi trong giao lưu dân sự. Còn pháp luật về hợp đồng (nghĩa khách quan) là sự thừa nhận và là yêu cầu của Nhà nước đối với các giao lưu dân sự đó.

## Đặc điểm
Tính thỏa thuận: hợp đồng trước hết phải là một thỏa thuận có nghĩa là hợp đồng phải chứa đựng yếu tố tự nguyện khi giao kết nó phải có sự trùng hợp ý chí của các bên. Việc giao kết hợp đồng phải tuân theo các nguyên tắc tự nguyện, bình đẳng, thiện chí, hợp tác, trung thực và ngay thẳng, tự do giao kết hợp đồng, nhưng không được trái pháp luật và đạo đức xã hội. Yếu tố thỏa thuận đã bao hàm trong nó yếu tố tự nguyện, tự định đoạt và sự thống nhất về mặt ý chí. Đây là yếu tố quan trọng nhất tạo nên sự đặc trưng của hợp đồng so với các giao dịch dân sự khác, đây cũng là yếu tố làm nên bản chất của Luật dân sự so với các ngành luật khác.
Thỏa thuận theo từ điển tiếng Việt có nghĩa là: Đi tới sự đồng ý sau khi cân nhắc, thảo luận. được thể hiện ở chỗ không có một ý kiến đối lập của bất cứ một bộ phận nào trong số các bên liên quan đối với những vấn đề quan trọng và thể hiện thông qua một quá trình mà mọi quan điểm của các bên liên quan đều phải được xem xét và dung hoà được tất cả các tranh chấp; là việc các bên (cá nhân hay tổ chức) có ý định chung tự nguyện cùng nhau thực hiện những nghĩa vụ mà họ đã cùng nhau chấp nhận vì lợi ích của các bên. Sự đồng tình tự nguyện này có thể chỉ được tuyên bố miệng và được gọi là thỏa thuận quân tử (hợp đồng quân tử) hay được viết thành văn bản gọi là hợp đồng viết hay hợp đồng thành văn. Tùy theo từng trường hợp được gọi là hợp đồng hay hiệp định (VD: hiệp định mua bán, hợp đồng đại lý).
Về chủ thể tham gia hợp đồng: Chủ thể giao kết, thực hiện hợp đồng phải có ít nhất từ hai bên trở lên, vì hợp đồng là một giao dịch pháp lý song phương hay đa phương. Các chủ thể khi giao kết, thực hiện hợp đồng đều phải có tư cách chủ thể tức là phải đáp ứng các điều kiện theo quy định của pháp luật đối với một chủ thể của quan hệ dân sự (VD: Nếu chủ thể là cá nhân thì phải đáp ứng được các yêu cầu về năng lực pháp luật, năng lực hành vi dân sự...);
Mục đích hướng tới của các bên khi tham gia hợp đồng là để xác lập, thay đổi hoặc chấm dứt quyền, nghĩa vụ dân sự. Quyền và nghĩa vụ dân sự trong hợp đồng có phạm vi rất rộng, trước đây trong Pháp lệnh hợp đồng ngày 29/4/1991 (Điều 1) quy định hợp đồng là sự thỏa thuận của các bên về việc xác lập, thay đổi hay chấm dứt các quyền và nghĩa vụ của các bên trong mua bán, thuê, vay, mượn, tặng, cho tài sản, làm một hoặc không làm công việc, dịch vụ hoặc các thỏa thuận khác mà trong đó một hoặc các bên nhằm đáp ứng nhu cầu sinh hoạt, tiêu dùng.
Theo quy định của pháp luật hiện hành thì không liệt kê cụ thể các quyền và nghĩa vụ dân sự cụ thể đó tuy nhiên về bản chất thì các quyền và nghĩa vụ mà các bên hướng tới khi giao kết, thực hiện hợp đồng là những quyền và nghĩa vụ để đáp ứng, thỏa mãn nhu cầu trong sinh hoạt, tiêu dùng, đó cũng chính là một trong những đặc điểm cơ bản để phân biệt giữa hợp đồng và các hợp đồng kinh tế, thương mại. Yếu tố này giúp phân biệt hợp đồng với hợp đồng kinh tế:
1. Mục đích của hợp đồng kinh tế khi các bên chủ thể tham gia là mục đích kinh doanh (nhằm phát sinh lợi nhuận) trong khi đó hợp đồng các bên tham gia nhằm thỏa mãn nhu cầu sinh hoạt, tiêu dùng.
2. Chủ thể tham gia hợp đồng kinh tế phải là các thương nhân, các công ty, đơn vị kinh doanh (nếu chủ thể là cá nhân thì phải có đăng ký kinh doanh).

## Hình thức
Hình thức của hợp đồng là cách thức biểu hiện ra bên ngoài của những nội dung của nó dưới một dạng vật chất hữu hình nhất định. Theo đó, những điều khoản mà các bên đã cam kết thỏa thuận phải được thể hiện ra bên ngoài dưới một hình thức nhất định, hay nói cách khác hình thức của hợp đồng là phương tiện để ghi nhận nội dung mà các chủ thể đã xác định. Tùy thuộc vào nội dung và tính chất của từng hợp đồng cũng như tùy thuộc vào uy tín, độ tin cậy lẫn nhau mà các bên có thể lựa chọn một hình thức nhất định trong việc giao kết hợp đồng tùy từng trường hợp cụ thể.
Bộ luật Dân sự năm 2015 không quy định về "hình thức của hợp đồng", do đó ta áp dụng quy định tại Điều 119 về hình thức của giao dịch dân sự (do bản thân hợp đồng cũng là một giao dịch dân sự):
"1. Giao dịch dân sự được thể hiện bằng lời nói, bằng văn bản hoặc bằng hành vi cụ thể. Giao dịch dân sự thông qua phương tiện điện tử dưới hình thức thông điệp dữ liệu theo quy định của pháp luật về giao dịch điện tử được coi là giao dịch bằng văn bản.
2. Trường hợp luật quy định giao dịch dân sự phải được thể hiện bằng văn bản có công chứng, chứng thực, đăng ký thì phải tuân theo quy định đó".
Từ quy định trên có thể thấy hình thức của hợp đồng rất đa dạng, phong phú, tựu trung lại thì hình thức của hợp đồng có mấy dạng sau đây:
- Hình thức miệng (bằng lời nói): Thông qua hình thức này, các bên giao kết hợp đồng chỉ cần thỏa thuận miệng với nhau về nội dung cơ bản của hợp đồng hoặc mặc nhiên thực hiện những hành vi nhất định đối với nhau. Hình thức này thường được áp dụng trong những trường hợp các bên đã có độ tin tưởng lẫn nhau (bạn bè cho nhau vay tiền) hoặc đối với những hợp đồng mà ngay sau khi giao kết sẽ được thực hiện và chấm dứt.
- Hình thức viết (bằng văn bản): Nhằm nâng cao độ xác thực về những nội dung đã cam kết, các bên có thể ghi nhận nội dung giao kết hợp đồng bằng một văn bản. Trong văn bản đó, các bên phải ghi đầy đủ những nội dung cơ bản của hợp đồng và cùng ký tên xác nhận vào văn bản. Khi có tranh chấp, hợp đồng được giao kết bằng hình thức văn bản tạo ra chứng cứ pháp lý chắc chắn hơn so với hình thức miệng. Căn cứ vào văn bản của hợp đồng, các bên dễ dàng thực hiện quyền yêu cầu của mình đối với bên kia. Vì vậy, đối với những hợp đồng mà việc thực hiện không cùng lúc với việc giao kết thì các bên thường chọn hình thức này. Thông thường, hợp đồng được lập thành nhiều văn bản và mỗi bên giữ một bản, coi như đã có trong tay một bằng chứng, chúng minh quyền dân sự của mình.
- Hình thức có công chứng, chứng thực, đăng ký: Đối với những hợp đồng có tính chất phức tạp, dễ xảy ra tranh chấp và đối tượng của nó là những tài sản mà Nhà nước cần phải quản lý, kiểm soát khi chúng được dịch chuyển từ chủ thể này sang chủ thể khác thì các bên phải lập thành văn bản có công chứng, chứng thực. Hợp đồng được lập ra theo hình thức này có giá trị chứng cứ cao nhất. Vì vậy, đối với những hợp đồng mà pháp luật không yêu cầu phải lập theo hình thức này nhưng để quyền lợi của mình được bảo đảm, các bên vẫn có thể chọn hình thức này để giao kết hợp đồng.

VD: Hợp đồng tặng cho bất động sản (Điều 459 Bộ luật Dân sự Việt Nam năm 2015) quy định: "Tặng cho bất động sản phải được lập thành văn bản có công chứng, chứng thực hoặc phải đăng ký, nếu bất động sản phải đăng ký quyền sở hữu theo quy định của luật".
Hình thức khác: ngoài những hình thức nói trên, hợp đồng có thể thực hiện bằng các hình thức khác như bằng các hành vi (ra hiệu, ra dấu bằng cử chỉ cơ thể...) miễn là những hành vi đó phải chứa đựng thông tin cho bên kia hiểu và thỏa thuận giao kết trên thực tế.
Cần lưu ý là đối với những hợp đồng mà pháp luật bắt buộc phải giao kết theo một hình thức nhất định (thông thường là hình thức văn bản có công chứng, chứng thực) thì các bên phải tuân theo những hình thức đó, ngoài ra thì các bên có thể tự do lựa chọn một trong các hình thức nói trên để giao kết, tuy nhiên đối với những hợp đồng mà pháp luật không yêu cầu phải lập theo hình thức văn bản có công chứng nhưng để quyền lợi của mình được bảo đảm thì các bên vẫn có thể chọn hình thức này để giao kết hợp đồng.

## Một số loại hợp đồng thông dụng
1. Hợp đồng mua bán tài sản là sự thỏa thuận giữa các bên, theo đó bên bán chuyển quyền sở hữu tài sản cho bên mua và bên mua trả tiền cho bên bán.
2. Hợp đồng trao đổi tài sản là sự thỏa thuận giữa các bên, theo đó các bên giao tài sản và chuyển quyền sở hữu đối với tài sản cho nhau.
3. Hợp đồng tặng cho tài sản là sự thỏa thuận giữa các bên, theo đó bên tặng cho giao tài sản của mình và chuyển quyền sở hữu cho bên được tặng cho mà không yêu cầu đền bù, bên được tặng cho đồng ý nhận.
4. Hợp đồng vay tài sản là sự thỏa thuận giữa các bên, theo đó bên cho vay giao tài sản cho bên vay; khi đến hạn trả, bên vay phải hoàn trả cho bên cho vay tài sản cùng loại theo đúng số lượng, chất lượng và chỉ phải trả lãi nếu có thỏa thuận hoặc pháp luật có quy định.
5. Hợp đồng thuê tài sản
Hợp đồng thuê tài sản là sự thỏa thuận giữa các bên, theo đó bên cho thuê giao tài sản cho bên thuê để sử dụng trong một thời hạn, bên thuê phải trả tiền thuê.
Hợp đồng thuê khoán tài sản là sự thỏa thuận giữa các bên, theo đó bên cho thuê khoán giao tài sản cho bên thuê khoán để khai thác công dụng, hưởng hoa lợi, lợi tức thu được từ tài sản thuê khoán và bên thuê khoán có nghĩa vụ trả tiền thuê.
6. Hợp đồng mượn tài sản là sự thỏa thuận giữa các bên, theo đó bên cho mượn giao tài sản cho bên mượn để sử dụng trong một thời hạn mà không phải trả tiền, bên mượn phải trả lại tài sản đó khi hết thời hạn mượn hoặc mục đích mượn đã đạt được.
7. Hợp đồng về quyền sử dụng đất là sự thỏa thuận giữa các bên, theo đó người sử dụng đất chuyển đổi, chuyển nhượng, cho thuê, cho thuê lại, tặng cho, thế chấp, góp vốn quyền sử dụng đất hoặc thực hiện quyền khác theo quy định của Luật đất đai cho bên kia; bên kia thực hiện quyền, nghĩa vụ theo hợp đồng với người sử dụng đất.
8. Hợp đồng hợp tác là sự thỏa thuận giữa các cá nhân, pháp nhân về việc cùng đóng góp tài sản, công sức để thực hiện công việc nhất định, cùng hưởng lợi và cùng chịu trách nhiệm.
9. Hợp đồng dịch vụ là sự thỏa thuận giữa các bên, theo đó bên cung ứng dịch vụ thực hiện công việc cho bên sử dụng dịch vụ, bên sử dụng dịch vụ phải trả tiền dịch vụ cho bên cung ứng dịch vụ.
10. Hợp đồng vận chuyển
10.1. Hợp đồng vận chuyển hành khách là sự thỏa thuận giữa các bên, theo đó bên vận chuyển chuyên chở hành khách, hành lý đến địa điểm đã định theo thỏa thuận, hành khách phải thanh toán cước phí vận chuyển.
10.2. Hợp đồng vận chuyển tài sản là sự thỏa thuận giữa các bên, theo đó bên vận chuyển có nghĩa vụ chuyển tài sản đến địa điểm đã định theo thỏa thuận và giao tài sản đó cho người có quyền nhận, bên thuê vận chuyển có nghĩa vụ trả cước phí vận chuyển.
11. Hợp đồng gia công là sự thỏa thuận giữa các bên, theo đó bên nhận gia công thực hiện công việc để tạo ra sản phẩm theo yêu cầu của bên đặt gia công, bên đặt gia công nhận sản phẩm và trả tiền công.
12. Hợp đồng gửi giữ tài sản là sự thỏa thuận giữa các bên, theo đó bên giữ nhận tài sản của bên gửi để bảo quản và trả lại chính tài sản đó cho bên gửi khi hết thời hạn hợp đồng, bên gửi phải trả tiền công cho bên giữ, trừ trường hợp gửi giữ không phải trả tiền công.
13. Hợp đồng ủy quyền là sự thỏa thuận giữa các bên, theo đó bên được ủy quyền có nghĩa vụ thực hiện công việc nhân danh bên ủy quyền, bên ủy quyền chỉ phải trả thù lao nếu có thỏa thuận hoặc pháp luật có quy định.
Xem chi tiết quy định về các loại hợp đồng thông dụng từ Điều 430 đến Điều 569 Bộ luật Dân sự năm 2015.

## Nội dung cơ bản
Nội dung cơ bản của hợp đồng là tổng hợp những điều khoản mà các chủ thể tham gia hợp đồng đã thỏa thuận. Các điều khoản đó xác định những quyền và nghĩa vụ dân sự cụ thể của các bên trong hợp đồng. Đây cũng chính là điều khoản cần phải có trong một hợp đồng.
Ví dụ: Điều 402 Bộ luật dân sự 2005 quy định về nội dung của hợp đồng như sau: "Các bên trong hợp đồng có quyền thỏa thuận về nội dung trong hợp đồng. Hợp đồng có thể có các nội dung sau đây:
- Đối tượng của hợp đồng;
- Số lượng, chất lượng;
- Giá, phương thức thanh toán;
- Thời hạn, địa điểm, phương thức thực hiện hợp đồng;
- Quyền, nghĩa vụ của các bên;
- Trách nhiệm do vi phạm hợp đồng;
- Phương thức giải quyết tranh chấp.

Trong tất cả các điều khoản nói trên, có những điều khoản mà trong hợp đồng này các bên không cần phải thỏa thuận nhưng trong một hợp đồng khác các bên buộc phải thỏa thuận thì hợp đồng mới được coi là giao kết. Mặt khác, ngoài những nội dung cụ thể này các bên còn có thể thỏa thuận xác định với nhau thêm một số nội dung khác. Vì vậy có thể phân chia các điều khoản trong nội dung của hợp đồng thành ba loại sau đây:
1. Điều khoản cơ bản: Các điều khoản cơ bản xác định nội dung chủ yếu của hợp đồng. Đó là những điều khoản không thể thiếu được đối với từng loại hợp đồng. Nếu không thỏa thuận được những điều khoản đó thì hợp đồng không thể giao kết được. Điều khoản cơ bản có thể do tính chất của từng hợp đồng quyết định hoặc do pháp luật quy định. Tùy theo từng loại hợp đồng mà điều khoản cơ bản có thể là đối tượng, giá cả, địa điểm,... Có những điều khoản đương nhiên là điều khoản cơ bản, vì không thỏa thuận thì nó sẽ không thể hình thành hợp đồng. Chẳng hạn, điều khoản về đối tượng luôn là điều khoản cơ bản nhưng các bên thấy cần phải thỏa thuận được điều khoản đó mới giao kết hợp đồng thì những điều khoản này cũng là điều khoản cơ bản của hợp đồng sẽ giao kết.
2. Điều khoản thông thường: Là những điều khoản được pháp luật quy định trước. Nếu khi giao kết hợp đồng, các bên không thỏa thuận những điều khoản này thì vẫn coi như hai bên đã mặc nhiên thỏa thuận và được thực hiện như pháp luật đã quy định. Khác với điều khoản cơ bản, các điều khoản thông thường không làm ảnh hưởng tới quá trình giao kết hợp đồng. Để giảm bớt những công việc không cần thiết trong giao kết hợp đồng, các bên có thể không cần thỏa thuận và không cần ghi vào văn bản hợp đồng những điều khoản mà pháp luật đã quy định nhưng các bên vẫn phải thực hiện những điều khoản đó. Vì vậy, nếu có tranh chấp về những nội dung này thì quy định của pháp luật sẽ là căn cứ để xác định quyền và nghĩa vụ của các bên trong hợp đồng. VD: Địa điểm giao tài sản (đối tượng của hợp đồng mua bán) là tại nơi cư trú của người mua nếu người mua đã trả tiền và trong hợp đồng các bên không thỏa thuận về địa điểm giao tài sản.
3. Điều khoản tùy nghi
Ngoài những điều khoản phải thỏa thuận vì tính chất của hợp đồng và những điều khoản mà pháp luật đã quy định trước, khi giao kết hợp đồng, các bên còn có thể thỏa thuận để xác định thêm một số điều khoản khác nhằm làm cho nội dung của hợp đồng được cụ thể hoặc tạo điều kiện thuận lợi cho các bên trong quá trình thực hiện hợp đồng. Các điều khoản này được gọi là điều khoản tùy nghi.
Điều khoản tùy nghi là những điều khoản mà các bên tham gia giao kết hợp đồng tự lựa chọn và thỏa thuận với nhau để xác định quyền và nghĩa vụ dân sự của các bên. Thông qua điều khoản tùy nghi, bên có nghĩa vụ được phép lựa chọn một trong những cách thức nhất định để thực hiện hợp đồng sao cho thuận lợi mà vẫn bảo đảm được quyền yêu cầu của bên kia.
Như vậy, một điều khoản trong nội dung của hợp đồng có thể là điều khoản cơ bản, điều khoản thông thường nhưng cũng có thể là điều khoản tùy nghi. Chẳng hạn, địa điểm giao vật trong hợp đồng mua bán tài sản sẽ là điều khoản cơ bản, nếu khi giao kết, các bên đã thỏa thuận cụ thể về nơi giao vật; ngược lại, nó sẽ là điều khoản thông thường nếu các bên không thỏa thuận mà mặc nhiên thừa nhận và thực hiện theo quy định của pháp luật. Mặt khác, địa điểm trong hợp đồng mua bán sẽ là điều khoản tùy nghi nếu các bên đã thỏa thuận cho phép bên có nghĩa vụ được lựa chọn một trong nhiều nơi để thực hiện nghĩa vụ giao vật.
Dựa vào tính chất của các điều khoản tùy nghi, người ta còn có thể phân loại chúng thành 2 loại khác nhau: tùy nghi ngoài pháp luật và tùy nghi khác pháp luật. Ngoài ra trong hợp đồng còn có thể có phụ lục của hợp đồng. Điều 403 Bộ Luật dân sự hiện hành quy định về phụ lục hợp đồng như sau:
- Hợp đồng có thể có phụ lục kèm theo để quy định chi tiết một số điều khoản của hợp đồng. Phụ lục hợp đồng có hiệu lực như hợp đồng. Nội dung của phụ lục hợp đồng không được trái với nội dung của hợp đồng.
- Trường hợp phụ lục hợp đồng có điều khoản trái với nội dung của điều khoản trong hợp đồng thì điều khoản này không có hiệu lực, trừ trường hợp có thỏa thuận khác. Trường hợp các bên chấp nhận phụ lục hợp đồng có điều khoản trái với điều khoản trong hợp đồng thì coi như điều khoản đó trong hợp đồng đã được sửa đổi.

## Phân loại
Có nhiều cách thức để phân loại một hợp đồng tùy theo các tiêu chí khác nhau. Pháp luật Việt Nam hiện hành đã phân chia các loại hợp đồng chủ yếu theo Điều 402 Bộ luật Dân sự năm 2015 như sau:
- Hợp đồng song vụ là hợp đồng mà mỗi bên đều có nghĩa vụ đối với nhau.
- Hợp đồng đơn vụ là hợp đồng mà chỉ một bên có nghĩa vụ.
- Hợp đồng chính là hợp đồng mà hiệu lực không phụ thuộc vào hợp đồng phụ.
- Hợp đồng phụ là hợp đồng mà hiệu lực phụ thuộc vào hợp đồng chính.
- Hợp đồng vì lợi ích của người thứ ba là hợp đồng mà các bên giao kết hợp đồng đều phải thực hiện nghĩa vụ và người thứ ba được hưởng lợi ích từ việc thực hiện nghĩa vụ đó.
- Hợp đồng có điều kiện là hợp đồng mà việc thực hiện phụ thuộc vào việc phát sinh, thay đổi hoặc chấm dứt một sự kiện nhất định.

Ngoài ra còn có thể có hợp đồng theo mẫu "là hợp đồng gồm những điều khoản do một bên đưa ra theo mẫu để bên kia trả lời trong một thời gian hợp lý; nếu bên được đề nghị trả lời chấp nhận thì coi như chấp nhận toàn bộ nội dung hợp đồng theo mẫu mà bên đề nghị đã đưa ra".
Bộ luật Dân sự cũng quy định các loại hợp đồng thông dụng sau đây: hợp đồng mua bán tài sản (phổ biến là hợp đồng mua bán nhà), hợp đồng trao đổi tài sản, hợp đồng tặng cho tài sản, hợp đồng vay tài sản, hợp đồng thuê tài sản, hợp đồng mượn tài sản, hợp đồng dịch vụ, hợp đồng vận chuyển, hợp đồng gia công, hợp đồng gửi giữ tài sản, hợp đồng bảo hiểm, hợp đồng ủy quyền, hứa thưởng và thi có giải.
Dưới góc độ khoa học pháp lý và trên thực tế hợp đồng rất đa dạng và phong phú và có nhiều cách phân loại khác nhau theo từng tiêu chí nhất định:
- Nếu căn cứ vào hình thức của hợp đồng thì hợp đồng có thể được phân thành 3 loại: hợp đồng miệng, hợp đồng văn bản, hợp đồng có công chứng, hợp đồng mẫu...
- Nếu căn cứ vào mối liên hệ về quyền và nghĩa vụ của các bên trong hợp đồng ta có thể phân thành 2 loại:

1. Hợp đồng đơn vụ là hợp đồng mà trong đó chỉ có một bên có nghĩa vụ, bên kia chỉ hưởng quyền mà không thực hiện nghĩa vụ gì. Ví dụ: hợp đồng tặng cho tài sản – bên được tặng có quyền nhận hoặc không nhận tài sản nhưng không phải thực hiện nghĩa vụ nào).
2. Hợp đồng song vụ là hợp đồng mà trong đó các bên đều có nghĩa vụ với nhau, các bên đều được hưởng quyền và phải thực hiện nghĩa vụ. Quyền dân sự của bên này đối ứng với nghĩa vụ của bên kia.

- Nếu căn cứ vào sự phụ thuộc lẫn nhau về hiệu lực của hợp đồng thì ta có thể chia hợp đồng thành 2 loại:

1. Hợp đồng chính là hợp đồng mà hiệu lực không phụ thuộc vào hiệu lực của các hợp đồng khác và khi hợp đồng chính đã tuân thủ đầy đủ các điều kiện mà pháp luật quy định thì đương nhiên phát sinh hiệu lực và có hiệu lực bắt buộc đối với các bên kể từ thời điểm giao kết.
2. Hợp đồng phụ là hợp đồng có hiệu lực phụ thuộc vào hợp đồng chính. Để một hợp đồng phụ có hiệu lực thì phải tuân thủ các điều kiện sau đây: Trước hết, hợp đồng phụ phải tuân thủ đầy đủ các điều kiện có hiệu lực của một hợp đồng như điều kiện về chủ thể; nội dung; hình thức... Thứ hai, hợp đồng chính của hợp đồng phụ đó phải có hiệu lực. Sau khi tuân thủ các điều kiện có hiệu lực nói trên thì hợp đồng phụ còn phải tùy thuộc vào hiệu lực của hợp đồng chính. VD: Đối với hợp đồng cầm cố, thế chấp tài sản thì hợp đồng phụ chỉ có hiệu lực khi hợp đồng cho vay tài sản tức là hợp đồng chính có hiệu lực.

- Nếu căn cứ vào tính chất "có đi, có lại" của các bên trong hợp đồng ta có thể phân hợp đồng thành hai loại là hợp đồng có đền bù và hợp đồng không có đền bù.

1. Hợp đồng có đền bù là hợp đồng mà trong đó mỗi bên sau khi thực hiện cho bên kia một lợi ích sẽ nhận được từ bên bên kia một lợi ích tương ứng. Lợi ích tương ứng ở đây không đồng nghĩa với lợi ích ngang bằng vì các lợi ích các bên dành cho nhau không phải lúc nào cũng cùng một tính chất hay chủng loại. Ví dụ: hợp đồng thuê biểu diễn ca nhạc- trong đó một bên sẽ nhận được một lợi ích vật chất là tiền thù lao biểu diễn, cát-xê... và một bên sẽ đạt được lợi ích về mặt tinh thần – đáp ứng nhu cầu giải trí, thưởng thức âm nhạc.
2. Hợp đồng không có đền bù là những hợp đồng trong đó một bên nhận được một lợi ích nhưng không phải giao lại cho bên kia một lợi ích nào (VD: Hợp đồng tặng cho tài sản).

- Nếu căn cứ vào thời điểm phát sinh hiệu lực của hợp đồng ta có thể phân hợp đồng thành 2 loại:

1. Hợp đồng ưng thuận: là những hợp đồng theo quy định của pháp luật, quyền và nghĩa vụ của các bên sẽ phát sinh ngay sau khi các bên đã thỏa thuận xong với nhau về những nội dung chủ yếu của hợp đồng. Ví dụ: hợp đồng mua bán tài sản. Trong trường hợp này, dù rằng các bên chưa trực tiếp thực hiện các nghĩa vụ đã cam kết nhưng về mặt pháp lý đã phát sinh quyền yêu cầu của bên này đối với bên kia trong việc thực hiện hợp đồng, nói theo cách khác hợp đồng ưng thuận là những hợp đồng mà thời điểm có hiệu lực của nó được xác định tại thời điểm giao kết.
2. Hợp đồng thực tế là những hợp đồng mà sau khi các bên thỏa thuận xong nhưng hiệu lực của nó chỉ phát sinh khi các bên chuyển giao cho nhau đối tượng của hợp đồng. Ví dụ: hợp đồng cho mượn tài sản. Đối với loại hợp đồng này hiệu lực của nó phụ thuộc vào thời điểm thực tế mà hai bên thực hiện nghĩa vụ với nhau. Trở lại hợp đồng cho mượn tài sản, ta thấy mặc dù hai bên đã thỏa thuận bên A sẽ cho bên B mượn tài sản và hợp đồng đã thành lập nhưng thực chất quyền và nghĩa vụ của hai bên chỉ phát sinh khi bên A đã chuyển giao trên thực tế tài sản cho mượn cho bên B.

## Thời điểm có hiệu lực
Về nguyên tắc hợp đồng có hiệu lực từ thời điểm giao kết. Tuy nhiên thời điểm có hiệu lực của hợp đồng còn được xác định theo sự thỏa thuận hoặc theo sự quy định của pháp luật. Vì vậy hợp đồng được coi là có hiệu lực vào một trong các thời điểm sau đây:
- Hợp đồng bằng miệng hoặc bằng các hành vi cụ thể có hiệu lực tại thời điểm các bên đã trực tiếp thỏa thuận với nhau về những nội dung chủ yếu của hợp đồng.
- Hợp đồng bằng văn bản thường, có hiệu lực tại thời điểm bên sau cùng ký vào văn bản hợp đồng.
- Hợp đồng bằng văn bản có chứng nhận, chứng thực, đăng ký hoặc xin phép có hiệu lực tại thời điểm hợp đồng đó được công chứng, chứng thực, đăng ký hoặc cho phép.
- Ngoài ra hợp đồng còn có thể có hiệu lực sau thời điểm nói trên nếu các bên đã tự thỏa thuận với nhau hoặc trong trường hợp pháp luật đã quy định cụ thể (ví dụ: Điều 466 Bộ luật dân sự 2005 về hợp đồng tặng cho động sản: "Hợp đồng tặng cho động sản có hiệu lực khi bên được tặng cho nhận tài sản; đối với động sản mà pháp luật có quy định đăng ký quyền sở hữu thì hợp đồng tặng cho có hiệu lực kể từ thời điểm đăng ký").

Việc xác định thời điểm có hiệu lực của hợp đồng có ý nghĩa rất quan trọng, xác định được thời điểm có hiệu lực của hợp đồng là xác định được thời điểm phát sinh quyền và nghĩa vụ của các bên với nhau, và đặc biệt là khi giải quyết các tranh chấp về tài sản trong hợp đồng mà quy ra thành tiền thì xác định giá trị của tài sản đó theo thời giá thị trường tại thời điểm hợp đồng có hiệu lực. Đồng thời hiệu lực của hợp đồng cũng là một trong những căn cứ để xem xét về tính hợp lệ và thời hiệu khởi kiện trong vụ án dân sự (ví dụ: khi hợp đồng được giao kết nhưng chưa có hiệu lực thì các tranh chấp nếu có sẽ không được Tòa án thụ lý giải quyết tại thời điểm đó).
Để một hợp đồng có hiệu lực thì bản thân hợp đồng đó phải tuân thủ các điều kiện có hiệu lực của một hợp đồng, các điều kiện đó tùy theo tính chất, đặc điểm của các hợp đồng mà sẽ có sự khác nhau. Tuy nhiên, tựu trung lại thì có ba điều kiện cơ bản để một hợp đồng khi đáp ứng các điều kiện đó sẽ có hiệu lực theo luật định là điều kiện về mặt chủ thể; điều kiện về mặt nội dung và điều kiện về mặt hình thức.

## Giao kết hợp đồng
Giao kết hợp đồng là việc các bên bày tỏ ý chí với nhau theo những nguyên tắc và trình tự nhất định để qua đó xác lập với nhau các quyền và nghĩa vụ dân sự.

### Nguyên tắc giao kết[21]
- Tự do giao kết hợp đồng nhưng không được trái pháp luật và đạo đức xã hội.

Nhằm tạo điều kiện cho các chủ thể thỏa mãn được các nhu cầu về đời sống vật chất cũng như tinh thần, BLDS cho phép mọi chủ thể được quyền "tự do giao kết hợp đồng". Theo nguyên tắc nay, mọi cá nhân và tổ chức khi có đủ tư cách chủ thể đều có quyền tham giao kết bất kỳ một hợp đồng dân sự nào, nếu họ muốn mà không ai có quyền ngăn cản. Bằng ý tự do của mình, các chủ thể có quyền giao kết những hợp đồng đã được pháp luật cụ thể cũng như những hợp đồng khác dù rằng pháp luật chưa quy định. Tuy nhiên, sự tự do ý chí phải nằm trong một khuôn khổ nhất định. Bên cạnh việc chú ý đến quyền lợi của mình, các chủ thể phải hướng tới việc bảo đảm quyền lợi của những người khác cũng như lợi ích của toàn xã hội. Vì vậy, tự do của mỗi chủ thể phải không trái pháp luật và đạo đức xã hội. Nằm trong mối liên hệ tương ứng giữa quyền và nghĩa vụ, mỗi một chủ thể vừa có quyền "tự do giao kết hợp đồng" vừa có nghĩa vụ tôn trọng pháp luật và đạo đức xã hội. Lợi ích của cộng đồng (được quy định bằng pháp luật) và đạo đức xã hội được coi là "sự giới hạn" ý chí tự do của mỗi một chủ thể trong việc giao kết hợp đồng nói riêng, cũng như đối với mọi hành vi nói chung của họ.
Trong xã hội xã hội chủ nghĩa, tính cộng đồng và đạo đức xã hội không cho phép các nhân được tự do ý chí tuyệt đối để biến các hợp đồng dân sự thành phương tiện bóc lột.
- Các bên tự nguyện và bình đẳng trong giao kết hợp đồng.

Nguyên tắc này thể hiện bản chất của quan hệ dân sự. Quy luật giá trị đòi hỏi các bên khi thiết lập các quan hệ trao đổi phải bình đẳng với nhau. Không một ai được lấy lý do khác biệt về thành phần xã hội, dân tộc, giới tính, tôn giáo, hoàn cảnh kinh tế,... để làm biến động các quan hệ dân sự. Mặt khác, chỉ khi nào các bên bình đẳng với nhau về mọi phương diện trong giao kết hợp đồng thì ý chí tự nguyện của các bên mới thực sự được bảo đảm. Vì vậy, theo nguyên tắc trên, những hợp đồng được giao kết thiếu bình đẳng và không có sự tự nguyện của các bên sẽ không được pháp luật thừa nhận. Tuy nhiên, đánh giá một hợp đồng có phải là ý chí tự nguyện của các bên hay không là một công việc tương đối phức tạp và khó khăn trong thực tế.
Hợp đồng là sự thỏa thuận thống nhất ý chí của các chủ thể tham gia. Vì thế, muốn xem xét các chủ thể có tự nguyện trong giao kết hợp đồng hay không, cần phải dựa vào sự thống nhất biện chứng giữa 2 phạm trù: ý chí và sự bày tỏ ý chí. Như chúng ta đã biết, ý chí là mong muốn chủ quan bên trong của mỗi một chủ thể. Nó phải được bày tỏ ra bên ngoài thông qua một hình thức nhất định. Ý chí và sự bày tỏ ý chí là hai mặt của một vấn đề, chúng luôn có quan hệ mật thiết, gắn bó khăng khít với nhau.
Ý chí tự nguyện chính là sự thống nhất giữa ý muốn chủ quan bên trong và sự bày tỏ ý chí ra bên ngoài. Vì vậy, để xác định một hợp đồng dân sự có tuân theo nguyên tắc tự nguyện hay không cần phải dựa vào sự thống nhất ý chí của người giao kết hợp đồng và sự thể hiện (bày tỏ) ý chí đó trong nội dung của hợp đổng mà người đó đã giao kết. Chỉ khi nào hợp đồng là hình thức phản ánh một cách khách quan, trung thực những mong muốn bên trong của các bên giao kết thì việc giao kết đó mới được coi là tự nguyện.
Như vậy, tất cả hợp đồng được giao kết do bị nhầm lẫn, do bị lừa dối hoặc bị đe dọa đều là những hợp đồng không đáp ứng được nguyên tắc tự nguyện khi giao kết. Và vì thế, nó sẽ bị coi là vô hiệu.

### Trình tự giao kết[21]
Trình tự giao kết hợp đồng là quá trình mà trong đó các bên chủ thể bày tỏ ý chí với nhau bằng cách trao đổi ý kiến để đi đến thỏa thuận trong việc cùng nhau làm xác lập những quyền và nghĩa vụ dân sự đối với nhau. Thực chất, đó là quá trình mà hai bên "mặc cả" về những điều khoản trong nội dung của hợp đồng. Quá trình này diễn ra thông qua 2 giai đoạn:
- Đề nghị giao kết hợp đồng

Khi một người muốn thiết lập một hợp đồng thì ý muốn đó phải thể hiện ra bên ngoài thông qua một hành vi nhất định. Chỉ có như vậy phía đối tác mới có thể nhận biết được ý muốn của họ và từ đó mới có thể đi đến việc giao kết hợp đồng. Đề nghị giao kết hợp đồng là việc một bên biểu lộ ý chí mình trước người khác bằng cách bày tỏ cho phía bên kia biết ý muốn tham gia giao kết với người đó một hợp đồng dân sự.
Để người mà mình muốn giao kết hợp đồng với họ có thể hình dung được hợp đồng đó như thế nào, người đề nghị phải đưa ra những điều khoản của hợp đồng một cách cụ thể và rõ ràng. Việc đề nghị giao kết hợp đồng được thực hiện bằng nhiều cách khác nhau. Người đề nghị có thể trực tiếp (đối mặt) với người được đề nghị để trao đổi, thỏa thuận hoặc có thể thông qua điện thoại, tin nhắn,... Trong những trường hợp này, thời hạn trả lời là một khoảng thời gian do hai bên thỏa thuận ấn định. Ngoài ra, đề nghị giao kết còn có thể được thực hiện bằng việc chuyển công văn, giấy tờ qua đường bưu điện. Trong những trường hợp này, thời hạn trả lời là khoảng thời gian bên đề nghị ấn định.
Để bảo đảm quyền lợi cho người được đề nghị, Điều 386 BLDS năm 2015 quy định: "Trường hợp đề nghị giao kết hợp đồng có nêu rõ thời hạn trả lời, nếu bên đề nghị lại giao kết hợp đồng với người thứ ba trong thời hạn chờ bên được đề nghị trả lời thì phải bồi thường thiệt hại cho bên được đề nghị mà không được giao kết hợp đồng nếu có thiệt hại phát sinh".
Như vậy, lời đề nghị mặc dù chưa phải là một hợp đồng nhưng ít nhiều đã có tính chất ràng buộc đối với người đề nghị. Tuy nhiên, bên đề nghị vẫn có thể thay đổi hoặc rút lại đề nghị trong các trường hợp sau:
– Bên được đề nghị chưa nhận được đề nghị.
– Bên đề nghị có nêu rõ điều kiện được thay đổi hoặc rút lại đề nghị và điều kiện đó đã đến.
Ngoài ra, đề nghị giao kết hợp đồng được coi là chấm dứt khi bên nhận được đề nghị trả lời không chấp nhận hoặc chậm trả lời chấp nhận.
- Chấp nhận giao kết hợp đồng

Là việc bên được đề nghị nhận lời đề nghị và đồng ý tiến hành việc giao kết hợp đồng với người đã đề nghị. Về nguyên tắc, bên được đề nghị phải trả lời ngay về việc có chấp nhận giao kết hợp đồng hay không. Trong những trường hợp cần phải có thời gian để bên được đề nghị cân nhắc, suy nghĩ mà các bên đã ấn định thời hạn trả lời thì bên được đề nghị phải trả lời trong thời hạn đó. Nếu sau thời hạn nói trên, bên được đề nghị mới trả lời về việc chấp nhận giao kết hợp đồng thì lời chấp nhận đó được coi như một lời đề nghị mới của bên chậm trả lời.
Nếu việc trả lời được chuyển qua bưu điện thì ngày gửi đi theo dấu của bưu điện được coi là thời điểm trả lời. Căn cứ vào thời điểm đó để bên đã đề nghị xác định việc trả lời có chậm hay không so với thời hạn đã ấn định.
Người được đề nghị có thể chấp nhận toàn bộ nội dung đề nghị, cũng có thể chỉ chấp nhận một phần trong nội dung đó hoặc có thể chỉ chấp nhận việc giao kết hợp đồng nhưng không đồng ý với nội dung mà bên đề nghị đã đưa ra. Nghĩa là trong những trường hợp này, người được đề nghị muốn sửa đổi hoặc thay đổi nội dung mà người đề nghị đã đưa ra. Vì vậy, họ sẽ trở thành người đề nghị mới và người đã đề nghị trước đó lại trở thành người được đề nghị. Người đề nghị mới cũng chịu sự ràng buộc với những nội dung đã đề nghị. Sự hoán vị này có thể xảy ra nhiều lần cho đến khi nào các bên thống nhất thỏa thuận được với nhau toàn bộ nội dung của hợp đồng thì sẽ đi đến chính thức giao kết hợp đồng.

### Thực hiện giao kết
Địa điểm giao kết hợp đồng: Địa điểm giao kết hợp đồng do các bên thỏa thuận; nếu không có thỏa thuận thì địa điểm giao kết hợp đồng là nơi cư trú của cá nhân hoặc trụ sở của pháp nhân đã đưa ra đề nghị giao kết hợp đồng.
Thời điểm giao kết hợp đồng:
1. Hợp đồng được giao kết vào thời điểm bên đề nghị nhận được chấp nhận giao kết.
2. Trường hợp các bên có thỏa thuận im lặng là sự trả lời chấp nhận giao kết hợp đồng trong một thời hạn thì thời điểm giao kết hợp đồng là thời điểm cuối cùng của thời hạn đó.
3. Thời điểm giao kết hợp đồng bằng lời nói là thời điểm các bên đã thỏa thuận về nội dung của hợp đồng.
4. Thời điểm giao kết hợp đồng bằng văn bản là thời điểm bên sau cùng ký vào văn bản hay bằng hình thức chấp nhận khác được thể hiện trên văn bản. Trường hợp hợp đồng giao kết bằng lời nói và sau đó được xác lập bằng văn bản thì thời điểm giao kết hợp đồng được xác định theo khoản 3 Điều này.

### Giải thích hợp đồng[25]:
1. Khi hợp đồng có điều khoản không rõ ràng thì việc giải thích điều khoản đó không chỉ dựa vào ngôn từ của hợp đồng mà còn phải căn cứ vào ý chí của các bên được thể hiện trong toàn bộ quá trình trước, tại thời điểm xác lập, thực hiện hợp đồng.
2. Khi hợp đồng có điều khoản hoặc ngôn từ có thể hiểu theo nhiều nghĩa khác nhau thì phải giải thích theo nghĩa phù hợp nhất với mục đích, tính chất của hợp đồng.
3. Khi hợp đồng có điều khoản hoặc ngôn từ khó hiểu thì phải được giải thích theo tập quán tại địa điểm giao kết hợp đồng.
4. Các điều khoản trong hợp đồng phải được giải thích trong mối liên hệ với nhau, sao cho ý nghĩa của các điều khoản đó phù hợp với toàn bộ nội dung hợp đồng.
5. Trường hợp có sự mâu thuẫn giữa ý chí chung của các bên với ngôn từ sử dụng trong hợp đồng thì ý chí chung của các bên được dùng để giải thích hợp đồng.
6. Trường hợp bên soạn thảo đưa vào hợp đồng nội dung bất lợi cho bên kia thì khi giải thích hợp đồng phải theo hướng có lợi cho bên kia.

## Thực hiện hợp đồng
Thực hiện hợp đồng là việc các bên tiến hành các hành vi mà mỗi bên tham gia hợp đồng phải thực hiện nhằm đáp ứng những quyền dân sự tương ứng của bên kia. Nguyên tắc thực hiện hợp đồng, các bên phải tuân theo các nguyên tắc như thực hiện đúng hợp đồng, đúng đối tượng, chất lượng, số lượng, chủng loại, thời hạn, phương thức và các thỏa thuận khác. Thực hiện một cách trung thực, theo tinh thần hợp tác và có lợi nhất cho các bên, bảo đảm tin cậy lẫn nhau. Không được xâm phạm đến công cộng, lợi ích hợp pháp của người khác.

### Nội dung thực hiện
Khi thực hiện hợp đồng ngoài việc tuân thủ các quy tắc đã được quy định thì việc thực hiện hợp đồng còn phải tuân thủ theo những quy tắc nhất định đối với từng loại hợp đồng cụ thể như sau: 
- Đối với hợp đồng đơn vụ, bên có nghĩa vụ phải thực hiện nghĩa vụ đúng như đã thỏa thuận; chỉ được thực hiện trước hoặc sau thời hạn nếu được bên có quyền đồng ý.
- Đối với hợp đồng song vụ: Trong hợp đồng song vụ, khi các bên đã thỏa thuận thời hạn thực hiện nghĩa vụ thì mỗi bên phải thực hiện nghĩa vụ của mình khi đến hạn; không được hoãn thực hiện với lý do bên kia chưa thực hiện nghĩa vụ đối với mình, Trong trường hợp các bên không thỏa thuận bên nào thực hiện nghĩa vụ trước thì các bên phải đồng thời thực hiện nghĩa vụ đối với nhau; nếu nghĩa vụ không thể thực hiện đồng thời thì nghĩa vụ nào khi thực hiện mất nhiều thời gian hơn thì nghĩa vụ đó phải được thực hiện trước. Trong hợp đồng song vụ, khi một bên không thực hiện được nghĩa vụ của mình do lỗi của bên kia thì có quyền yêu cầu bên kia vẫn phải thực hiện nghĩa vụ đối với mình hoặc huỷ bỏ hợp đồng và yêu cầu bồi thường thiệt hại.

### Sửa đổi hợp đồng
Sửa đổi hợp đồng là việc các bên đã tham gia giao kết hợp đồng bằng ý chí tự nguyện của mình thỏa thuận với nhau để phủ nhận (làm thay đổi) một số điều khoản trong nội dung của hợp đồng đã giao kết. Sau khi hợp đồng đã được sửa đổi, các bên thực hiện hợp đồng theo những phần không bị sửa đổi trong nội dung của hợp đồng trước đó cùng với những nội dung mới được sửa đổi đồng thời cùng nhau giải quyết những hậu quả khác của việc sửa đổi hợp đồng. Điều 421 Bộ luật Dân sự quy định về việc sửa đổi hợp đồng như sau:
1. Các bên có thể thỏa thuận sửa đổi hợp đồng.
2. Hợp đồng có thể được sửa đổi theo quy định tại Điều 420 của Bộ luật này.
3. Hợp đồng sửa đổi phải tuân theo hình thức của hợp đồng ban đầu.

### Chấm dứt hợp đồng

#### Trường hợp chấm dứt
Theo Điều 422 Bộ luật Dân sự, hợp đồng chấm dứt khi:
1. Hợp đồng đã được hoàn thành;
2. Theo thỏa thuận của các bên;
3. Cá nhân giao kết hợp đồng chết, pháp nhân giao kết hợp đồng chấm dứt tồn tại mà hợp đồng phải do chính cá nhân, pháp nhân đó thực hiện;
4. Hợp đồng bị hủy bỏ, bị đơn phương chấm dứt thực hiện;
5. Hợp đồng không thể thực hiện được do đối tượng của hợp đồng không còn;
6. Hợp đồng chấm dứt theo quy định tại Điều 420 của Bộ luật này;
7. Trường hợp khác do luật quy định.

Hủy bỏ hợp đồng
Theo Điều 423 Bộ luật Dân sự về hủy bỏ hợp đồng:
1. Một bên có quyền hủy bỏ hợp đồng và không phải bồi thường thiệt hại trong trường hợp sau đây: Bên kia vi phạm hợp đồng là điều kiện hủy bỏ mà các bên đã thỏa thuận; bên kia vi phạm nghiêm trọng nghĩa vụ hợp đồng; và trường hợp khác do luật quy định.
2. Vi phạm nghiêm trọng là việc không thực hiện đúng nghĩa vụ của một bên đến mức làm cho bên kia không đạt được mục đích của việc giao kết hợp đồng.
3. Bên hủy bỏ hợp đồng phải thông báo ngay cho bên kia biết về việc hủy bỏ, nếu không thông báo mà gây thiệt hại thì phải bồi thường.

Xem thêm các trường hợp hủy bỏ hợp đồng từ Điều 424 đến Điều 428.
Thời hiệu khởi kiện về hợp đồng: Thời hiệu khởi kiện để yêu cầu Tòa án giải quyết tranh chấp hợp đồng là 03 năm, kể từ ngày người có quyền yêu cầu biết hoặc phải biết quyền và lợi ích hợp pháp của mình bị xâm phạm.